# GGPoker
GGPoker — международный онлайн‑покер‑рум, входящий в сеть GGNetwork. Основан в 2014 году и изначально ориентировался на игроков из Азии, впоследствии став крупной интернациональной площадкой онлайн‑покера.

## История
- 2014 — запуск сети GGNetwork и витрины GGPoker для азиатского рынка.[2]
- 2017 — выход на европейский рынок благодаря лицензии UKGC.[3]
- Ноябрь 2019 — Даниэль Негреану стал официальным амбассадором бренда.[4]
- Июнь 2020 — сеть получила лицензию MGA, расширив присутствие на регулируемых рынках.[5]
- Сентябрь 2020 — главный турнир онлайн‑серии WSOP на GGPoker установил рекорд «Книги рекордов Гиннесса» — prize‑pool $27 559 500.[6]
- 2021—2022 — платформа провела ещё две серии WSOP Online; к 2022 году GGNetwork вышла на первое место в мире по трафику кэш‑игр.[7]
- Август 2022 — стартовала WSOP Online 2022, где разыграно 33 браслета.[8]
- Декабрь 2022 — получена пятилетняя лицензия на работу в Германии.[9]
- Август 2024 — NSUS Group приобрела бренд WSOP у Caesars за 500 млн USD, при этом офлайн‑серия остаётся в Лас‑Вегасе на условиях двадцатилетней аренды.[10]

## Игры и программное обеспечение
GGPoker предлагает все основные форматы холдема и омахи, включая популярный «Short Deck», а также встроенные казино‑игры. Клиент доступен для Windows, macOS, Android и iOS, поддерживает мультиланговый интерфейс и функции смарт‑HUD, стейкинга и встроенных инструментов для рекреационных игроков.

## Критика
- Повышение рейка на высоких лимитах и введение приватных «VIP‑столов» в 2023 году вызвали бойкот среди профессиональных игроков.[11]
- 12 октября 2022 года UKGC оштрафовала NSUS Limited (оператор GGPoker.co.uk) на £672 829 за нарушения политики ответственной игры и AML‑контроля.[12]